# Telégono
Telégono (em grego clássico Τηλέγονος Têlégonos, "nascido longe") é um personagem da mitologia grega, filho de Circe e Odisseu, irmão de Agrio e Latino.

## História
Tendo sabido por Circe quem era seu pai, Telégono partiu à procura de Ulisses. Desembarcou em Ítaca e começou a devastar os rebanhos que encontrava. O velho e alquebrado herói saiu em socorro dos pastores, mas foi morto pelo filho.
Quando este tomou conhecimento da identidade de sua vítima, chorou amargamente e, acompanhado de Penélope e Telêmaco, transportou-lhe o corpo para a ilha de sua mãe Circe. Lá a senhora da ilha de Eéia fez  com que Telégono desposasse Penélope e, ela própria, Circe, se casou com Telêmaco.